# Pelaya
Pelaya – miasto w Kolumbii, w departamencie Cesar.